# ماتياس شيبر
ماتياس شيبر (بالألمانية: Mathias Schipper)‏ هو لاعب كرة قدم ألماني، ولد في 23 سبتمبر 1957 في كاستروب راوكسل في ألمانيا. لعب مع ألمانيا آخن وشالكه 04.

## وصلات خارجية
- ماثياس شيبر على موقع قاعدة بيانات كرة القدم.إي يو (الإنجليزية)
- ماثياس شيبر على موقع بيانات كرة القدم. دي إي (الألمانية)